# Skúli Þórsteinsson
Skúli Þórsteinsson (Thorsteinson, n. 970), fue un escaldo y vikingo de Islandia en el siglo XI. Era hijo de Þorsteinn Egilsson y por lo tanto nieto del famoso poeta Egill Skallagrímsson. Fue miembro de la corte del jarl de Lade Eiríkr Hákonarson. Una breve cita sobre su vida aparece presente en la saga de Egil Skallagrímson:
De los hijos de Thorstein, Thorgeir era el más fuerte pero Skuli era el más grande. Vivió en Borg tras el día de su padre y dedicó mucho tiempo a las incursions vikingas. Estuvo en la proa de la nave del jarl Eirík en la batalla donde murió el rey Olaf Tryggvason. Skuli luchó en siete batallas durante sus expediciones vikingas y estaba considerado como extraordinariamente decidido y valiente. Más tarde se dirigió a Islandia en la granja de Borg, donde vivió hasta muy avanzada edad, y mucha gente desciende de él.
En Óláfs saga Tryggvasonar del monje Oddr Snorrason, se menciona que la batalla en la que participó Skúli fue la batalla de Svolder:
Skúli Þorsteinsson decía que cuando abordaron el Ormrinn Langi, «los muertos yacían amontonados bajo los pies,» dijo, «y que era casi imposible avanzar.» Entonces vio al rey en el castillo de popa, pero cuando estaba apartando los cuerpos a los pies del jarl y de los suyos propios, volvió a mirar y ya no vio al rey.
Skúli también está presente en la Saga de Gunnlaugs ormstungu, donde presenta al escaldo Gunnlaugr Ormstunga al jarl Eiríkr. Skáldatal les menciona a ambos como poetas de la corte del jarl.
Algunos fragmentos de la obra de Skúli ha llegado hasta nosotros, algunos en la saga de Bjarnar Hítdœlakappa. En las sagas reales se cita una estrofa de su autoría en la que menciona su participación en la batalla de Svolder. Otros cuatro fragmentos que parecen proceder del mismo poema también se citan en los Skáldskaparmál, de la Edda prosaica de Snorri Sturluson. El poema fue compuesto durante su vejez y recuerda su juventud guerrera. El último fragmento citado en los Skáldskaparmál es una descripción lírica de una puesta de sol, única en la poesía escáldica.
| Glens beðja veðr gyðju goðblíð í vé, síðan ljós kømr gott, með geislum, gránserks ofan Mána. | La compañera de lecho de Glenr, con divina serenidad, entra, radiante, en el santuario de la diosa. Luego, desciende [hacia nosotros] la buena luz de Máni (la luna) en su camisa gris. |  |

La traducción de Arthur Gilchrist Brodeur, debería olvidarse por los errores que contiene:
| Dios alegre, compañero de cama de Glenr En la mansión de la diosa Con los rayos, y luego viene la buena luz baja Máni vestida de color gris. |